# 카리놀라
카리놀라(이탈리아어: Carinola)는 이탈리아 캄파니아주 카세르타도에 있는 코무네이다. 나폴리로부터는 북서쪽으로 45km, 카세르타에선 북서쪽으로 30km 거리에 있다.